# Parydra spinosa
Parydra spinosa är en tvåvingeart som beskrevs av Clausen och Cook 1971. Parydra spinosa ingår i släktet Parydra och familjen vattenflugor. Inga underarter finns listade i Catalogue of Life.